# Liste der Kulturgüter in Payerne
Die Liste der Kulturgüter in Payerne enthält alle Objekte in der Gemeinde Payerne im Kanton Waadt, die gemäss der Haager Konvention zum Schutz von Kulturgut bei bewaffneten Konflikten, dem Bundesgesetz vom 20. Juni 2014 über den Schutz der Kulturgüter bei bewaffneten Konflikten sowie der Verordnung vom 29. Oktober 2014 über den Schutz der Kulturgüter bei bewaffneten Konflikten unter Schutz stehen.
Objekte der Kategorien A und B sind vollständig in der Liste enthalten, Objekte der Kategorie C fehlen zurzeit (Stand: 1. Januar 2023).

## Kulturgüter
| Foto |                                                                                | Objekt | Kat. | Typ | Standort                             | Beschreibung |
| ---- | ------------------------------------------------------------------------------ | --- | ---- | --- | ------------------------------------ | --- |
| ja   | Datei hochladen · Wikidata zu Kloster Peterlingen (Q334091)                    | Abteikirche und ehemalige Klostergebäude KGS-Nr.: 06400 | A    | G   | Place du Tribunal 3 561755 / 185633  | Umfasst Abteikirche und ehemalige Klostergebäude mit Kollegium, Schloss, Kapitelsaal, Gericht, Haus der Regenten, Brunnen und Fontäne. |
| ja   | Datei hochladen · Wikidata zu Bannerträger-Brunnen (Q3076253)                  | Bannerträgerbrunnen / Fontaine du Banneret KGS-Nr.: 06401 | A    | K   | Rue du Temple 561811 / 185654        | |
| ja   | Datei hochladen · Wikidata zu Reformierte Kirche Notre-Dame (Q3586112)         | Reformierte Kirche Notre-Dame / Église réformée Notre-Dame KGS-Nr.: 10344 | A    | G   | Place du Tribunal 3 561832 / 185644  | |
| ja   | Datei hochladen                                                                | Mittelalterlich-neuzeitliches Städtchen / Bourg médiéval et du époque moderne KGS-Nr.: 16523                                                                                       | A    | F   | 561750 / 185660                      | |
| ja   | Datei hochladen · Wikidata zu Bahnhof Payerne (Q5846899)                       | Bahnhof / Gare KGS-Nr.: 06402 | B    | G   | Rue de la Gare 14 561937 / 185516    | |
| ja   | Datei hochladen · Wikidata zu Tour Barraud et restes de l'enceinte (Q29891408) | Reste der Stadtmauer mit Barraud-Turm, Rammes-Turm, Rundturm und falschem Turm / Restes de l’enceinte avec Tour Barraud, Tour des Rammes, tour ronde et fausse tour KGS-Nr.: 06403 | B    | G   | Rue de la Tour 561829 / 185829       | |
| BW   | Datei hochladen · Wikidata zu Museum der Abtei Payerne (Q27487055)             | Museum der Abtei Payerne / Musée de l’Abbatiale de Payerne KGS-Nr.: 08668 | B    | S   | Place du Tribunal 3 561778 / 185609  | |
| ja   | Datei hochladen · Wikidata zu Halles de production Eternit AG (Q29891405)      | Produktionshallen, Eternit AG / Halles de production, Eternit AG KGS-Nr.: 10347 | B    | G   | Rue de la Boverie 51 561420 / 184995 | |
| BW   | Datei hochladen · Wikidata zu Gemeindearchiv Payerne (Q27487052)               | Gemeindearchiv / Archives communales KGS-Nr.: 14716 | B    | S   | Rue de Savoie 1 561930 / 185713      | |